# Galetes Birba
Galetes Birba és una marca de galetes, creada per Llorenç Birba i Cordomí el 1910 a Camprodon (Ripollès). Des de 1987 són produïdes per l'empresa Galetes Camprodon, una societat anònima.

## Història
Llorenç Birba s'havia iniciat el 1906 en el ram de la confiteria amb l'elaboració de productes de pastisseria, ampliant el negoci familiar dels seus pares, una botiga de queviures i estris. El negoci funcionava especialment bé a l'estiu, gràcies a la presència d'estiuejants procedents de Barcelona, però no donava per viure’n fora de temporada.

### Inicis i expansió
El 1910 Birba, aconsellat per un amic, va provar sort amb l'elaboració de galetes, un producte que es pot conservar més temps. L'èxit es va repetir. Va començar a produir i comercialitzar galetes. Al principi només va comptar amb l'ajuda del pare i algun germà. Primer les elaborava i després es desplaçava a Barcelona a vendre-les. Va transformar la botiga dels pares en una empresa de fabricació de galetes. Per això va utilitzar fins a tres plantes de la casa familiar, ubicada al centre del poble.
El 1917 va cedir la comercialització de les galetes a una empresa de Barcelona, i així es va poder dedicar exclusivament a la producció. La demanda creixia any rere any i aviat es va haver de plantejar l'ampliació del negoci.

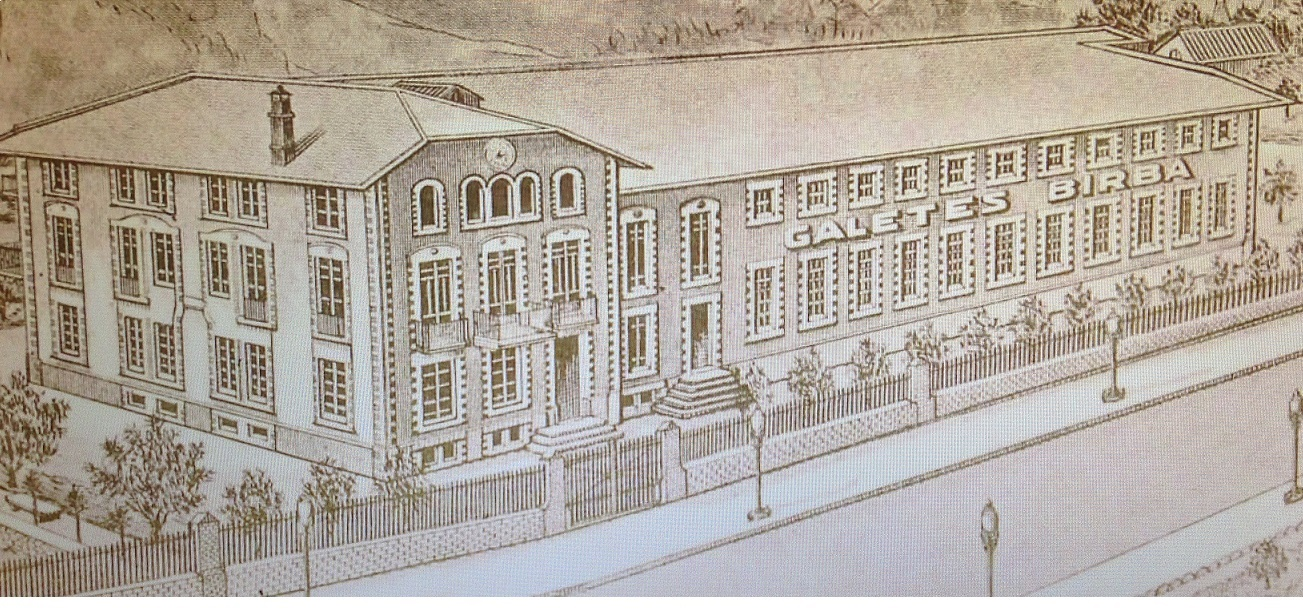
Fàbrica de galetes Birba el 1929

El 1929 va inaugurar una nova fàbrica, molt més gran, ubicada a cavall entre els municipis de Camprodon i de Llanars. Aquest mateix any va guanyar, per la qualitat de les seves galetes, la medalla d'or i el diploma d'honor de l'Exposició Internacional de Barcelona.
La producció de galetes va seguir creixent, fins a principis del 1937, que va quedar paralitzada per la guerra civil. Acabada la guerra la fàbrica va quedar pràcticament destruïda i es va haver d'aixecar de nou.
Durant la dècada del 1940 l'activitat es va recuperar molt lentament per la manca de matèria primera, però en les dècades posteriors, ja sense restriccions i malgrat que la plantilla i la producció havien augmentat sensiblement, mai no es podia atendre tota la demanda.
El 1961, coincidint amb la celebració del cinquantenari de l'elaboració de les galetes, Llorenç Birba va rebre la medalla al mèrit en el treball. El 1963, després de la mort del fundador, els seus fills van passar a dirigir el negoci.

### Canvi de propietaris
Durant els anys 80 la irrupció d'una forta competència de grans multinacionals del sector -Danone (Lu), United Biscuits o Cuétara- l'empresa va passar per diverses dificultats i al final l'empresa va ser subhastada. La van adquirir els treballadors, que havien pactat amb tres socis capitalistes arrencar de nou el projecte. El grup inversor capitalista estava format per Santiago Mercadé (conseller delegat del grup immobiliari Layetana), Joaquim Boixareu -expropietari de Bra- i Germà Ramon Cortés, president de Tiempo BBDO. Un cop adquirida l'empresa, el 1987 es va constituir una nova societat, Galetes Camprodon SA, aliena a la família Birba, que va re emprendre la producció de les galetes. Va aconseguir remuntar les vendes de l'empresa, creixent a un ritme anual del 20%, fins a arribar a una facturació de més de quatre milions d'euros.
A principis del segle xxi, temporalment, també hi va invertir el Grup Peralada, propietat de la família Suqué Mateu. El 2005 l'empresa va canviar de nou de mans i va passar a la família de Josep Maria Nadal Carres, conegut per ser un antic accionista d'una empresa de pintures per al sector de l'automòbil (PPG Ibérica). L'operació va ascendir a uns cinc milions d'euros.
Posteriorment es va posar en marxa un nou per construir una nova fàbrica de 7.000 metres quadrats a la Colònia Estabanell, dins del terme municipal de Camprodon, moment en què l'empresa va començar el seu projecte d'expansió.
El 2013 l'empresa va canviar de socis i va facturar uns 8 milions d'euros. Les exportacions representen un 2% del total de les vendes, i a Catalunya es concentra el 90% de les seves vendes totals. Al Nadal es concentra el 30% dels ingressos anuals.
Finalment al maig de 2023 el grup Adam Foods s'ha fet amb la propietat del 100% de la societat després d'uns anys de mals resultats.

## Productes

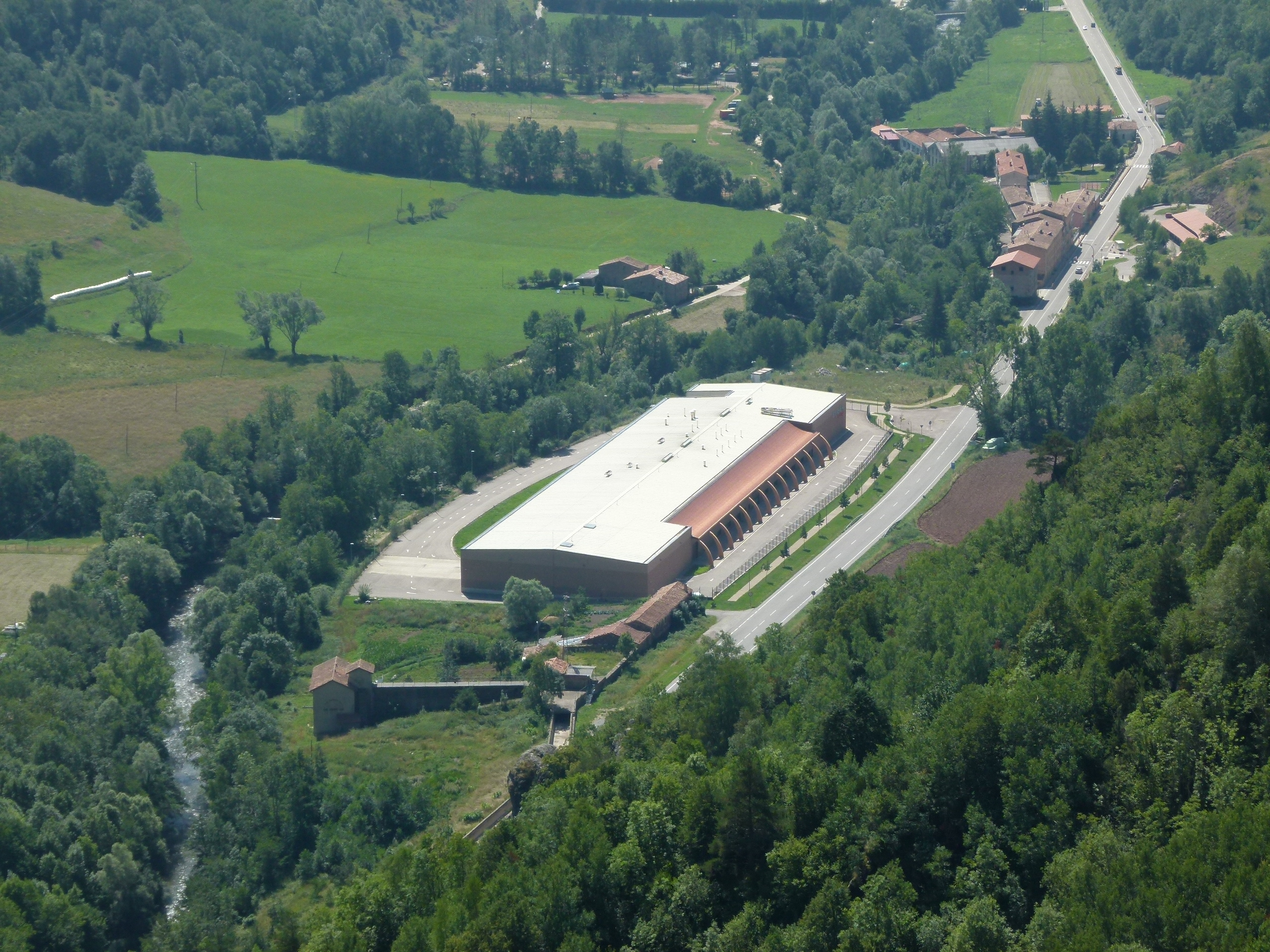
Nova fàbrica de galetes Birba a la Colònia Estabanell, Camprodon, al costat de la carretera C38

Les galetes estan fetes a base de sucre i ametlla, sense additius ni conservants. Tradicionalment, Birba només havia comercialitzat els seus productes en caixes metàl·liques de 750 i 1200 grams, mentre que actualment comercialitza 17 formats diferents entre els quals destaquen els següents productes:
- Assortiments: assortiments variats de les diferents modalitats de galetes presentats de 8 maneres diferents amb envasos que van dels 40 fins als 750 grams.
- Especialitats: productes de cinc de les especialitats de la marca com són els Fruits d'Or, els Ametllats, els Brisalets, els Cubanos de xocolata i les Neules de Nadal.
- Núries: tradicional galeta Maria per esmorzars.
- Chocobirba: galetes de xocolata.

## Antiga fàbrica
L'edifici està catalogat en l'Inventari del Patrimoni Arquitectònic com IPA-40528. Comprèn l'antiga fàbrica, oficines i residència del propietari. Una nau al costat d'un volum rectangular cobert a doble vessant. Façanes recobertes de pedra. Forjats de revoltons. Tot i la reforma interior per habilitar-la per a nous usos, queden restes dels embarrats de l'antiga maquinària i inscripcions amb rajoles de ceràmica de lemes per als treballadors. Es troba a l'avinguda Maristany número 3 de Camprodon

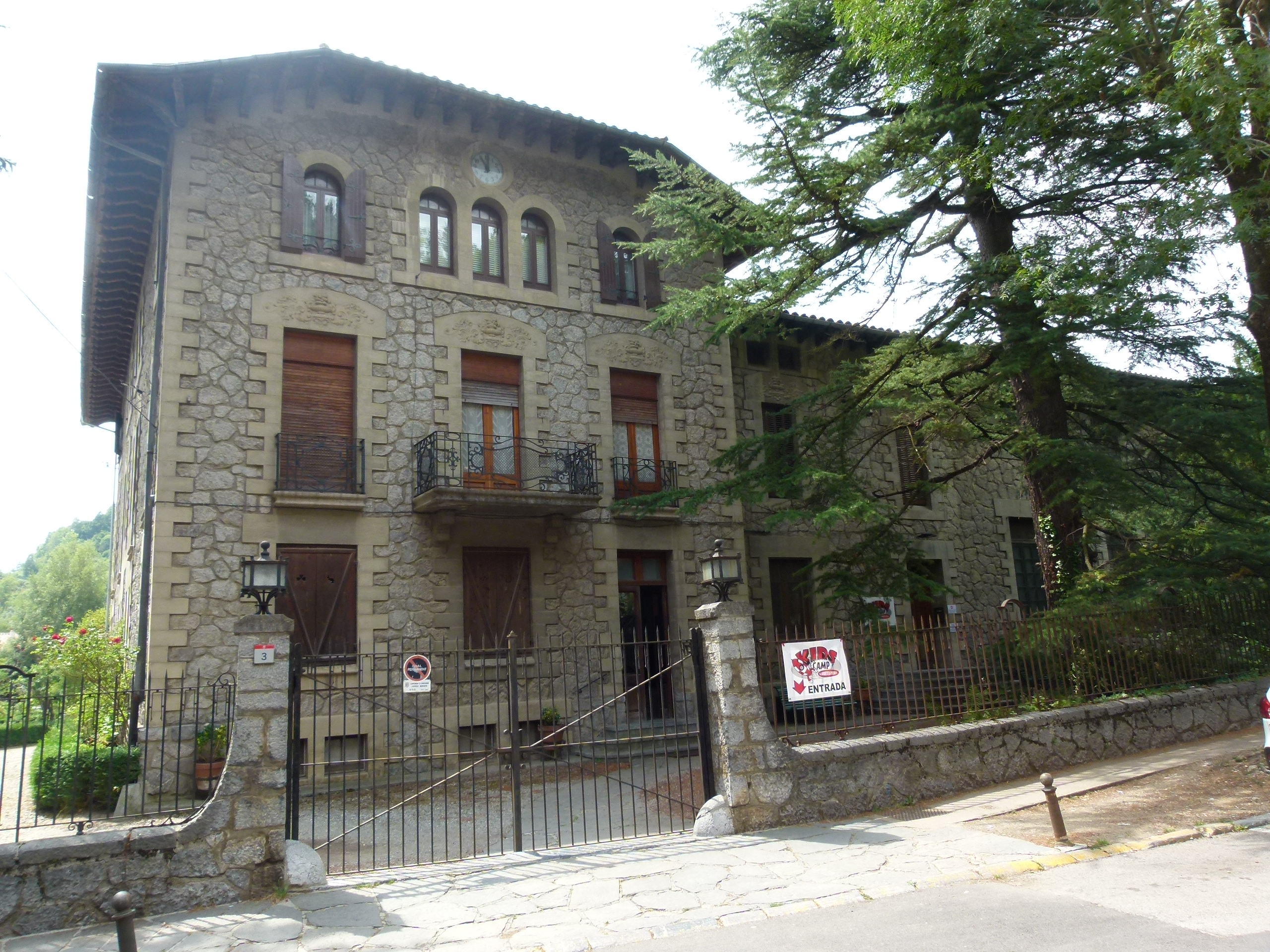
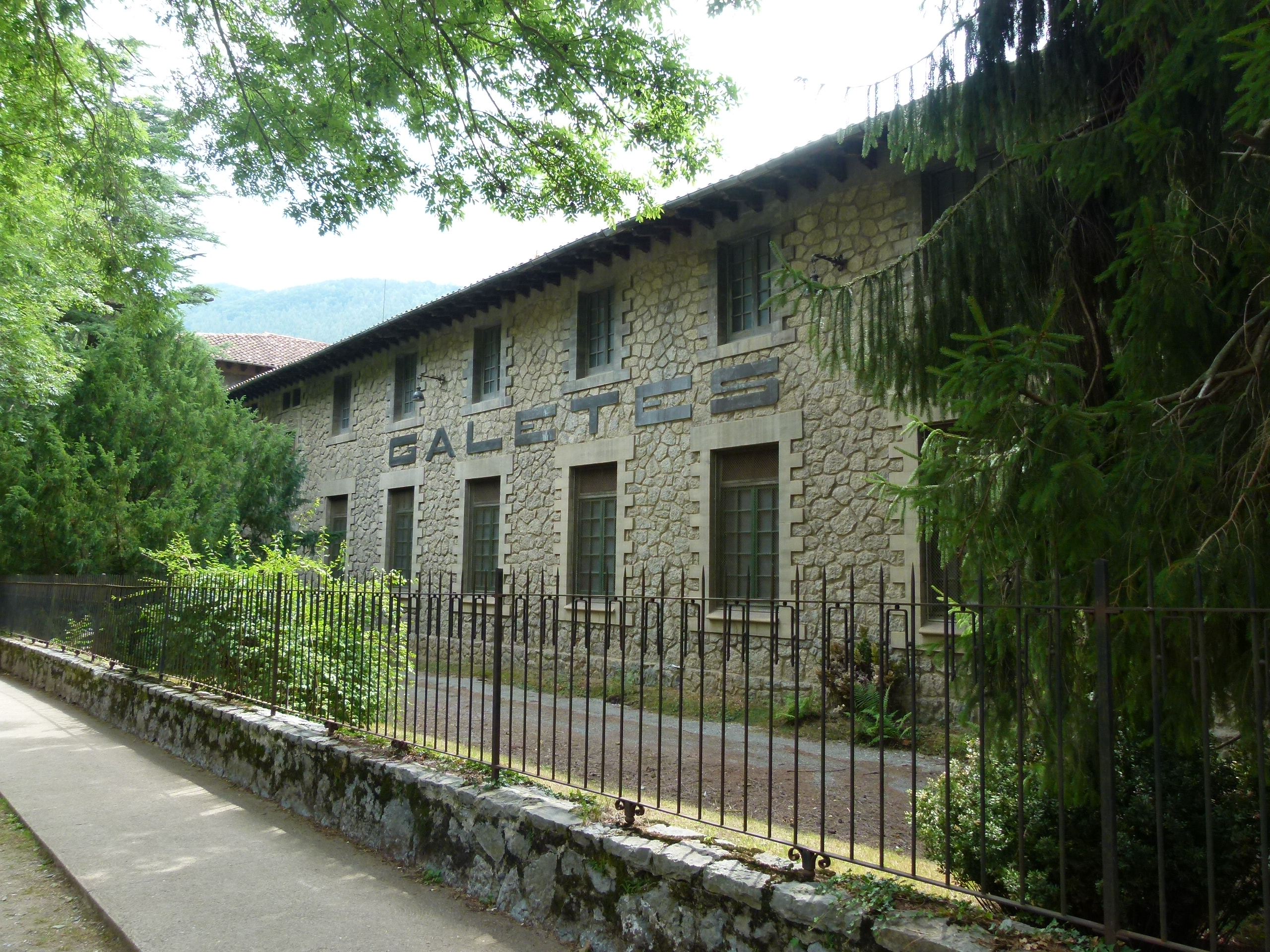
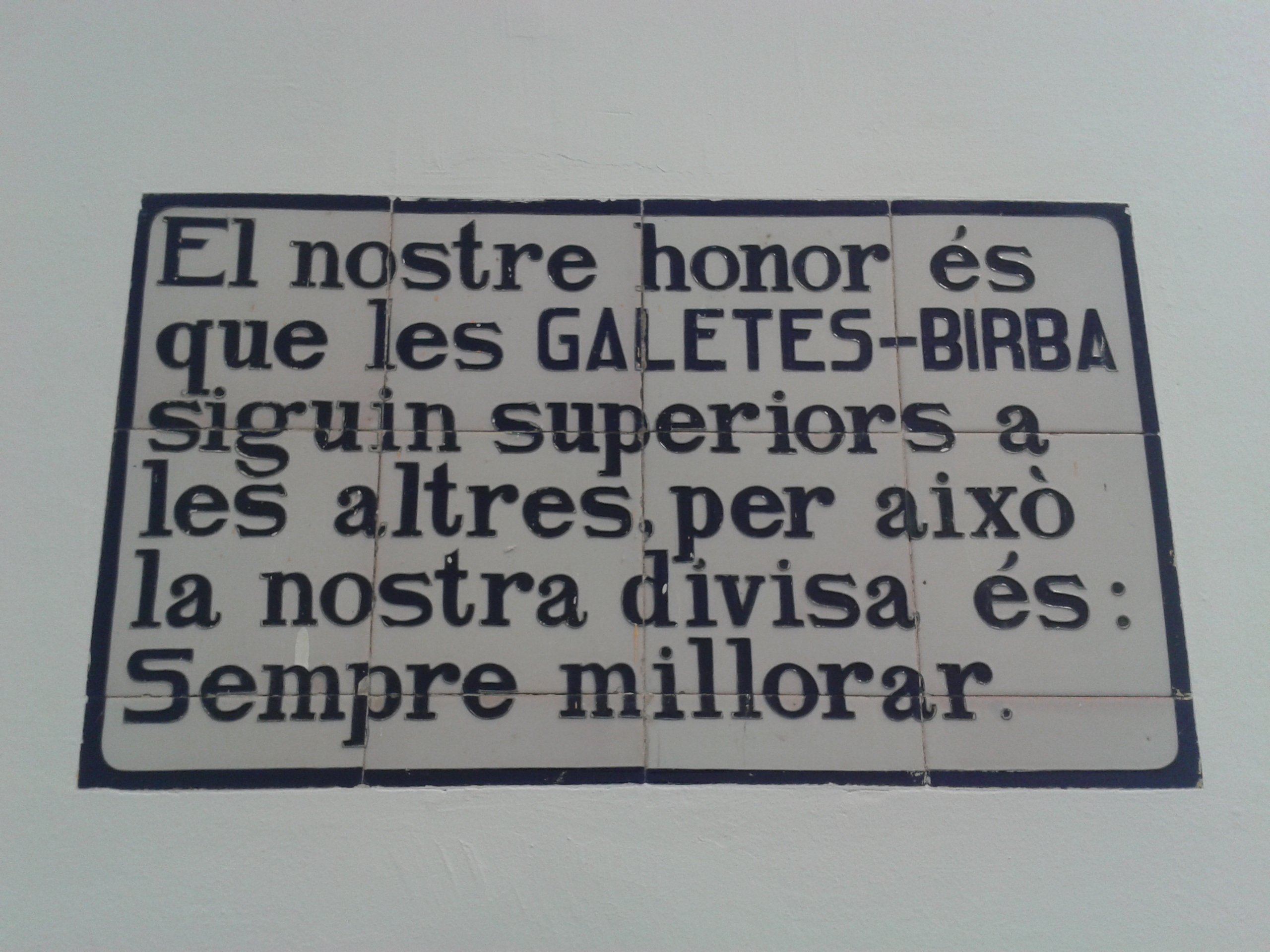
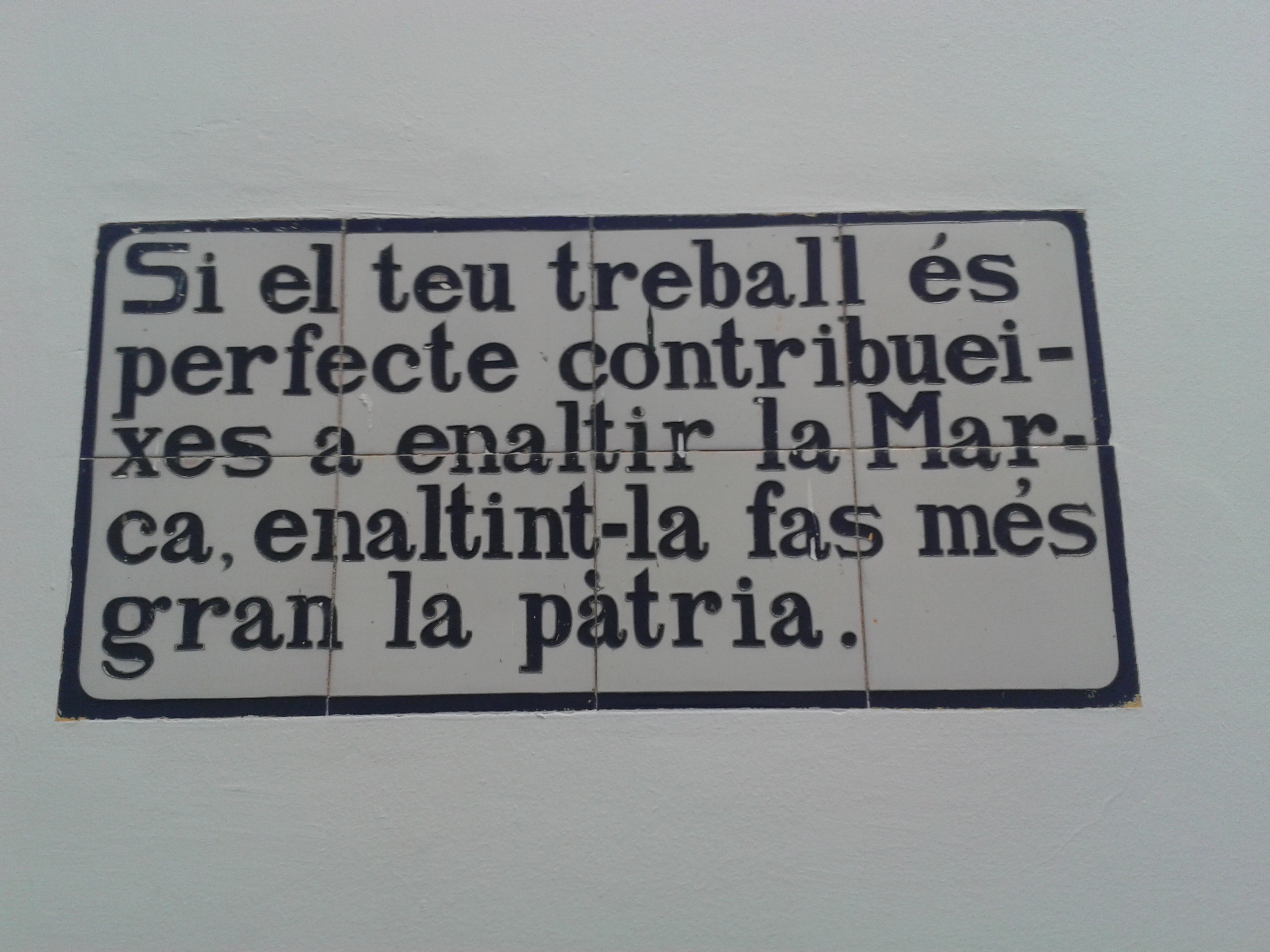
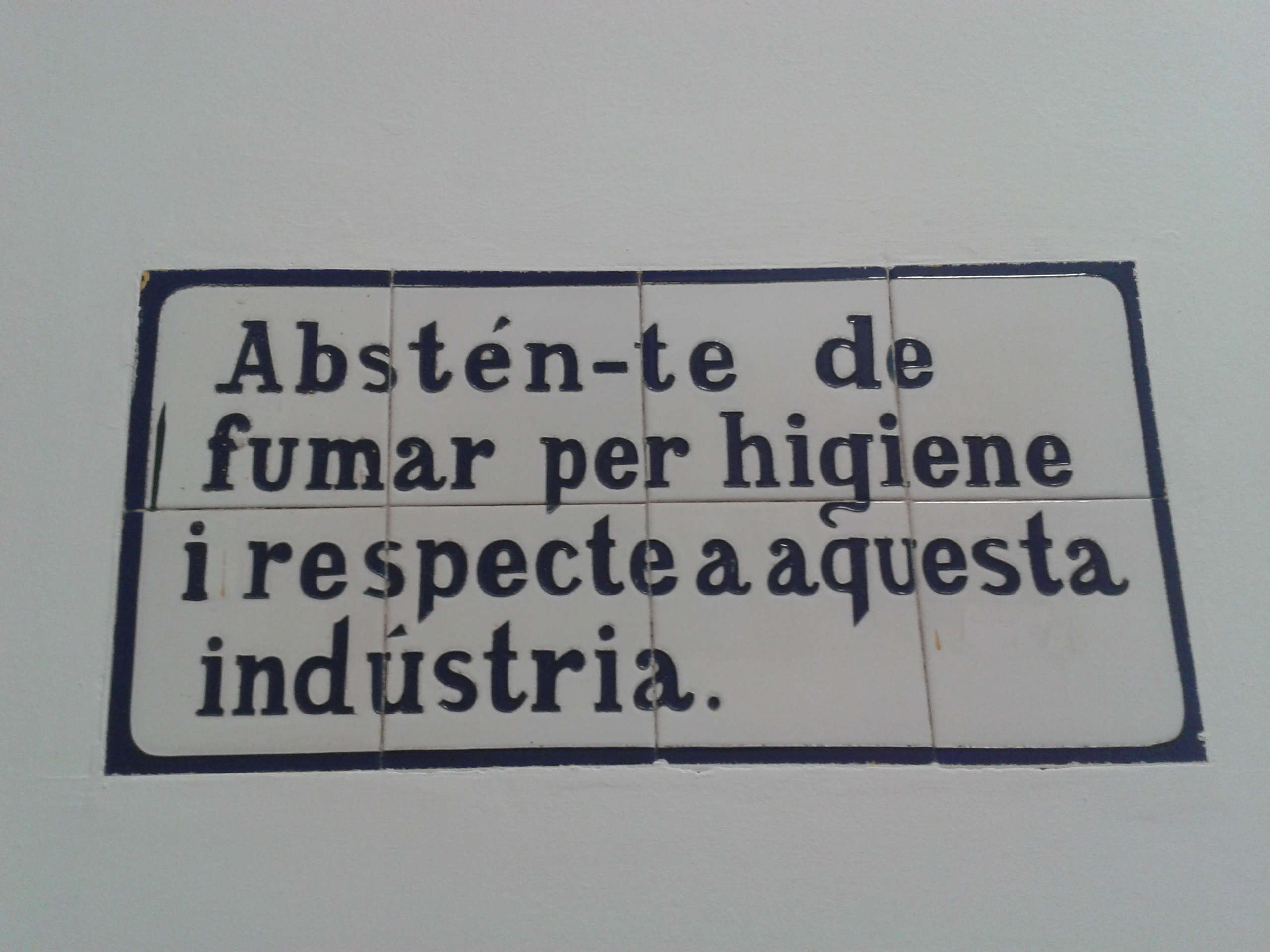
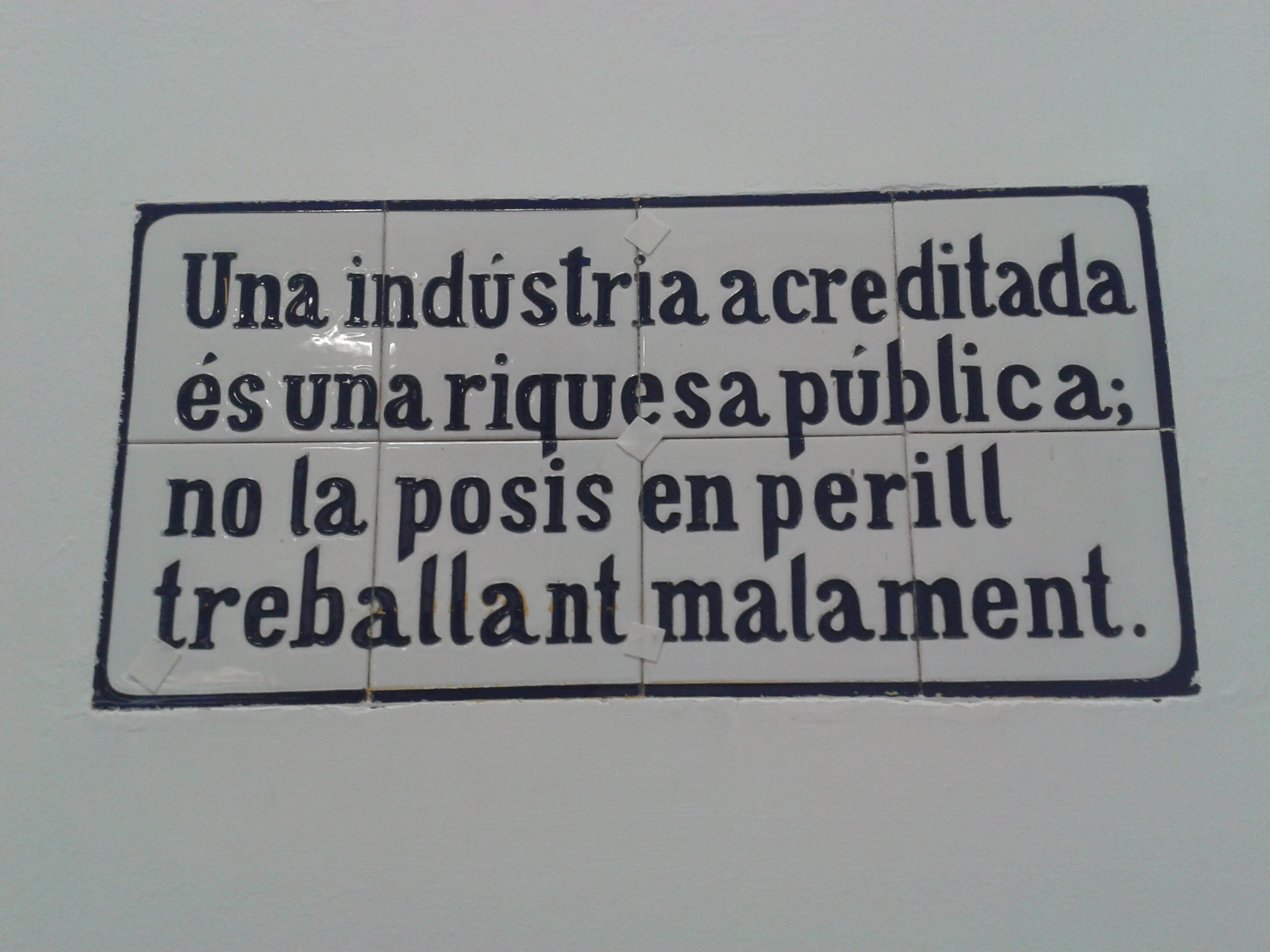